# Bonar Bridge

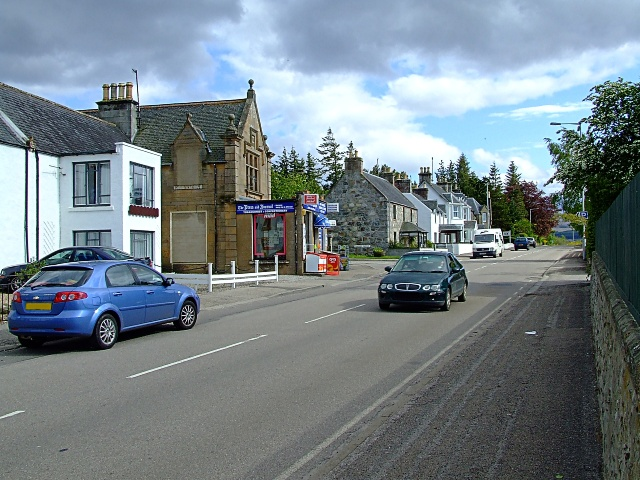
Una strada del villaggio

Bonar Bridge (in gaelico scozzese: Drochaid a' Bhanna, pron.: [d̪̊ɾɔxɪd̊ʲ ə van̴̪ə]) è un villaggio di circa 1.000 abitanti della costa nord-orientale della Scozia, facente parte dell'area amministrativa dell'Highland (contea tradizionale: Sutherland) e della parrocchia di Creich ed affacciato sul Dornoch Firth (Mare del Nord) e sul Kyle of Sutherland.
Il villaggio si chiamava semplicemente Bonar fino al 1812, quando fu costruito il primo dei tre ponti cittadini.

## Geografia fisica

### Collocazione
Bonar Bridge si trova tra Lairg e Tain (rispettivamente a sud ella prima e a nord-ovest della seconda), a circa 20 km ad ovest di Dornoch.

## Storia
La località è menzionata sin dal XIV secolo, quando vi fu installata una fonderia per la lavorazione del ferro.
Nel 1809, il villaggio fu teatro di un terribile naufragio, che causò la morte di molte persone.

## Edifici e luoghi d'interesse
Tra gli edifici d'interesse vi è il ponte sul Kyle of Sutherland realizzato nel novembre del 1812 su progetto di Thomas Telford. Questo ponte fu distrutto dall'alluvione del 1892 e fu quindi ricostruito l'anno seguente; la sua struttura fu in seguito rinnovata nel 1973
Negli anni ottanta del XX secolo fu costruito invece un ponte sul Dornoch Firth.
|  |

## Sport
- Bonar Bridge Football Club, squadra di calcio[6]